# ژیلا سهرابی
ژیلا سهرابی (زادهٔ ۱۳۳۱) بازیگر تئاتر، سینما و تلویزیون ایران است.

## زندگی
سهرابی متولد تهران است. وی در رشتهٔ کارشناسی نمایش با گرایش کارگردانی و بازیگری از دانشکده هنرهای دراماتیک فارغ‌التحصیل شد. وی خواهرزادهٔ علی حاتمی و دختر عمهٔ لیلا حاتمی می‌باشد. بازی در نمایش‌های کرگدن (اثر اوژن یونسکو) و ملاقات بانوی سالخورده (اثر فریدریش دورنمات) به کارگردانی حمید سمندریان در سال ۱۳۵۱ از نخستین کارهای اوست.
شاخص‌ترین حضور وی در قبل از انقلاب، مجموعه تلویزیونی طلاق در کنار مسعود اسداللهی بود و خاطره‌انگیزترین حضور او در تلویزیون بعد از انقلاب، مجموعه امیرکبیر در نقش همسر امیرکبیر و خواهر ناصرالدین شاه بود که در سال ۱۳۶۴ از شبکه یک سیما پخش شد. وی در چند فیلم سینمایی هم شرکت داشته‌است.
ژیلا سهرابی در زمینهٔ ترجمه به زبان آلمانی نیز فعالیت دارد و برای نخستین بار ترجمهٔ متن کامل شش دفتر مثنوی معنوی مولانا جلال‌الدین بلخی به زبان آلمانی توسط ژیلا سهرابی، کاوه دلیرآذر و برنارد مایر به نثر ترجمه شده و ناشر آن ژیلا سهرابی و کاوه دلیرآذر هستند.

## بازیگری

### فیلم سینمایی
- الموت یا سیاحت در ایران (۱۳۵۵) (نمایش داده نشده)
- خاک و خون (۱۳۶۲)
- صاعقه (۱۳۶۳)
- سیمای زنی در دوردست (۱۳۸۲)
- شام عروسی (۱۳۸۴)

### مجموعهٔ تلویزیونی
- دلیران تنگستان (۱۳۵۲–۱۳۵۰) در نقش خیری
- طلاق (۱۳۵۶) در نقش ژیلا
- امیرکبیر (۱۳۶۳) در نقش ملک‌زاده خانم
- خانه‌ای در تاریکی (۱۳۸۲)
- قهر و آشتی (۱۳۸۳)
- تبریز در مه (۱۳۸۹) در نقش خاتون
- رازهای یک خانه (۱۳۹۰)
- پرده‌نشین (۱۳۹۳) در نقش نجمه خانم

### تله‌تئاتر
- مجموعه تله‌تئاترهای «رازهای یک خانه» (۱۳۹۰) [۵]

### تئاتر[۶]
- کرگدن (۱۳۵۱ - نوشته اوژن یونسکو و به کارگردانی حمید سمندریان؛ تهران، تالار فردوسی)
- ملاقات بانوی سالخورده (۱۳۵۱ - نوشته فریدریش دورنمات و به کارگردانی حمید سمندریان؛ تهران، تالار مولوی)
- خاطرات و کابوس‌های یک جامه‌دار از زندگی و قتل میرزا تقی‌خان فراهانی (۱۳۵۲ - به کارگردانی علی رفیعی؛ تهران، تئاترشهر، تالار اصلی)
- عروسی خون (۱۳۵۳ - نوشته فدریکو گارسیا لورکا و به کارگردانی مهدی هاشمی؛ تهران، تالار مولوی)
- توده هیزم
- چه‌چه
- غروب روزهای آخر پاییز
- دیوار چین (۱۳۵۵ - به کارگردانی داریوش فرهنگ؛ تهران، تئاترشهر، تالار اصلی)
- پیش از ناشتایی (۱۳۵۵ - نوشته یوجین اونیل و به کارگردانی ژیلا سهرابی؛ تهران، دانشکده هنرهای دراماتیک)
- سه خواهر (۱۳۸۲ - نوشته آنتوان چخوف و به کارگردانی اکبر زنجان‌پور؛ تهران، تئاترشهر، تالار اصلی)
- بدرود امپراتور (۱۳۸۵ - به کارگردانی علی پویان؛ تهران، تئاترشهر، تالار چهارسو)[۱]

## نویسندگی
ناشناخته‌ (۱۳۵۵) 

## ترجمه
- شش دفتر مثنوی معنوی مولانا جلال‌الدین رومی به زبان آلمانی (برای اولین بار در تاریخ ادبیات آلمانی)
- پنج قصه از شهاب‌الدین سهروردی به زبان آلمانی
- کشکول (مجموعه قصه ایرانی شامل قصه‌هایی از محمد عوفی، شیخ بهایی و جلال‌الدین محمد رومی)[۱][۴]